# Grallaria cajamarcae
El tororoí de Cajamarca (Grallaria cajamarcae) es una especie –o la subespecie Grallaria rufula cajamarcae, dependiendo de la clasificación considerada– de ave paseriforme de la familia Grallariidae, perteneciente al numeroso género Grallaria. Es endémico de los Andes del norte de Perú. Es tratado como una subespecie de Grallaria rufula hasta la propuesta de su separación en el año 2020.

## Distribución y hábitat
Se distribuye en los Andes del norte de Perú, en los departamentos de Piura, Cajamarca y Lambayeque, al oeste del río Huancabamba y del alto río Marañón; en altitudes entre 2850 y 3400 m.

## Sistemática

### Descripción original
La especie G. cajamarcae fue descrita por primera vez por el ornitólogo estadounidense Frank Michler Chapman en 1927 bajo el nombre científico Oropezus cajamarcae; la localidad tipo es: «Chugur, 40 millas (64 km) al noroeste de Cajamarca, elevación: 9000 pies (c. 2740 m), Cajamarca, Perú». El holotipo, AMNH 229329, un macho adulto, fue colectado el 30 de abril de 1926 y se encuentra depositado en el Museo Americano de Historia Natural.

### Etimología
El nombre genérico femenino «Grallaria» deriva del latín moderno «grallarius»: que camina sobre zancos; zancudo; y el nombre de la especie «cajamarcae», se refiere al departamento de la localidad tipo: Cajamarca, Perú.

### Taxonomía
Los trabajos de Isler et al. (2020) estudiaron las diversas poblaciones del complejo Grallaria rufula, que se distribuye por las selvas húmedas montanas andinas desde el norte de Colombia y adyacente Venezuela hasta el centro de Bolivia. Sus plumajes son generalmente uniformes variando del leonado al canela, y cambian sutilmente en la tonalidad y la saturación a lo largo de su distribución. En contraste, se encontraron diferencias substanciales en las vocalizaciones entre poblaciones geográficamente aisladas o parapátricas. Utilizando una amplia filogenia molecular, y con base en las diferencias diagnósticas en la vocalización, y en el plumaje donde pertinente, los autores identificaron dieciséis poblaciones diferentes al nivel de especies, siendo tres ya existentes (G. rufula, G. blakei y G. rufocinerea), siete previamente designadas como subespecies (una de ellas, la presente especie) y, notablemente, seis nuevas especies.